# Flora malabarica
Flora malabarica (abreviado Fl. Malab.) es un libro con ilustraciones y descripciones botánicas que fue escrito por el botánico y médico holandés Johannes Burman y publicado en Ámsterdam en el año 1769, con el nombre de Flora malabarica: sive index in omnes tomos Horti Malabarici, quem juxta normam a botanicis hujus aevi receptam.